# Come Back My Love
"Come Back My Love" is een nummer van de Amerikaanse doo-wopgroep The Wrens uit 1955. Het nummer is met name bekend in de uitvoering van de Britse band Darts uit 1978. 
De single van The Wrens werd in in januari 1955 uitgebracht onder de titel "(Will You) Come Back My Love", met "Beggin' for Love" als B-kant. De titel werd echter al snel ingekort en de single werd een maand later opnieuw uitgebracht als "Come Back My Love", nu met "Eleven Roses" als B-kant. Op enige airplay in de regio New York na werd de single niet succesvol.
De Nederlandse zanger Gerard Joling heeft in 1992 een cover van het nummer opgenomen, welke tot de 48e plek in de Single Top 100 kwam.

## Versie van Darts
De Britse doo-wop-revivalband Darts bracht hun cover van het nummer uit in januari 1978. Het was de tweede single van hun debuutalbum Darts uit 1977. Deze cover werd een internationale hit. In de UK Singles Chart werd de tweede plek gehaald, in de Nederlandse Top 40 plek 4 en in de Vlaamse Ultratop 50 plek 6. 

### NPO Radio 2 Top 2000
| Nummer met noteringen in de NPO Radio 2 Top 2000 | '99  | '00  | '01  | '02  |
| ------------------------------------------------ | ---- | ---- | ---- | ---- |
| Come Back My Love                                | 1690 | 1368 | 1528 | 1928 |

1. ↑  Een vetgedrukt getal geeft de hoogste notering aan.
2. ↑  Deze tabel is bijgewerkt tot en met de laatste editie (2024).